# Mario Grillenzoni
Mario Grillenzoni (27 de agosto de 1941, Módena) es un exvoleibolista italiano.